# Whirr / Nothing
Whirr / Nothing es un EP split  de las bandas estadounidenses de shoegaze Whirr y Nothing, lanzado el 17 de noviembre de 2014 a través de Run for Cover. El EP fue lanzado en formato digital así como una edición de vinilo de doce pulgadas, además de un DVD documental. Nothing anunció el EP en febrero de 2014, poco antes de lanzar Guilty of Everything.
Nothing lanzó un vídeo musical de la canción "Chloroform" el mismo día en que fue lanzado el EP.

## Lista de canciones
1. "Ease" (Whirr) – 3:27
2. "Lean" (Whirr) – 5:01
3. "Chloroform" (Nothing) – 4:41
4. "July the Fourth" (Nothing) – 3:40